# Peter Chrappan
Peter Chrappan (* 21. Dezember 1984 in Bratislava, Tschechoslowakei) ist ein ehemaliger slowakischer Fußballspieler. 

## Karriere

### Jugend und Vereinskarriere
Chrappan begann seine aktive Karriere als Fußballspieler in seiner Heimatstadt in der Jugend von Inter Bratislava. Dort kam er bis 2006 vorwiegend in der B-Mannschaft des Vereins zum Einsatz. Im Sommer 2006 kam er hauptsächlich wegen seines Studiums, das er nach Wien verlegt hatte, nach Österreich und wechselte gleich darauf zum FC Stadlau in die viertklassige Wiener Stadtliga. Dort kam er in seiner ersten Saison in allen 30 Meisterschaftspartien und erzielte dabei neun Treffer. Neben Philipp Wildprad und Christopher Frank war Chrappan einer der Stärksten in der Mannschaft aus dem Wiener Stadtteil Stadlau und hatte bereits zu dieser Zeit Chancen zu einem Profiverein zu kommen.
Während er in der Saison 2006/07 noch als Stürmer auflief, wurde er danach zum Defensivallrounder umfunktioniert und kam ab der Spielzeit 2007/08 vorwiegend in der Defensive von Stadlau zum Einsatz. Insgesamt brachte es der gebürtige Slowake 2007/08 auf 27 Einsätze, in denen er ein Tor erzielte. Aufgrund seiner guten Leistungen als Abwehrspieler bekam er von einigen Vereinen recht gute Angebote, die er jedoch seinem Klub zuliebe nicht annahm. Nach Abschluss der Saison 2008/09 brachte es der Abwehrspieler noch auf 22 Einsätze in der Wiener Stadtliga und bekam daraufhin im Frühsommer des Jahres 2009 ein Angebot vom österreichischen Bundesligisten SV Mattersburg, die den Slowaken zum Verein holen wollten. Der Wechsel von Stadlau nach Mattersburg wurde noch im Juni 2009 fixiert.
Mit Juraj Czinege holten die Vereinsführung der SV Mattersburg zur gleichen Zeit einen Landsmann Chrappans zum Verein, der bereits A-Nationalspieler der Slowakei war. Beide kamen vorerst jedoch nur im Amateurteam in der drittklassigen Regionalliga Ost zum Einsatz. Da sich Chrappan beim Training einen Seitenbandeinriss zuzog, konnte er auch beim ersten Testspiel der Mattersburger nicht teilnehmen. Nachdem der Slowake auch beim ersten Pflichtspiel, einem Qualifikationsspiel zum ÖFB-Cup 2009/10 gegen den ASK Baumgarten fehlte, kam er noch nicht ganz fit am 24. Juli 2009 bei einem 7:0-Testspielsieg über den SV Forchtenstein zu seinem 55-minütigen Teamdebüt für die Mattersburg Amateure.
Sein Ligadebüt gab der umfunktionierte Verteidiger schließlich am 8. August 2009 bei einer 1:0-Auswärtsniederlage gegen die Amateure des FC Admira Wacker Mödling, als er über die gesamte Spieldauer auf dem Platz stand. Zu seinem ersten Treffer für die Mattersburg Amas kam er am 25. September 2009 bei einem 2:1-Heimsieg über den SV Würmla, als er kurz vor der Halbzeitpause nach Vorlage von Tomáš Sedlák zum 2:0-Pausenstand köpfte. Bis dato  kam Chrappan bereits zu 15 Meisterschaftseinsätzen und einem Treffer in der Regionalliga Ost.
Aufgrund der guten Leistungen wurde der 1,91 m große Abwehrspieler im Januar 2010 bereits in einigen Testspielen der Profimannschaft des Vereins eingesetzt und gab schließlich am 13. Februar 2010 sein Bundesligadebüt, als er beim 1:0-Heimerfolg über den Aufsteiger aus der Ersten Liga SC Magna Wiener Neustadt über die gesamte Matchdauer im Einsatz war.
Es folgten weitere Stationen bei İnter Baku, FK Dukla Banská Bystrica, Selangor FA und FC Zlaté Moravce. Dann spielte er drei Jahre für den 1. FC Saarbrücken in der Regionalliga Südwest und gewann dort 2017 den Saarlandpokal. Zuletzt stand er von 2017 bis 2019 beim luxemburgischen Erstligisten CS Fola Esch in der BGL Ligue unter Vertrag und beendete dann seine aktive Karriere.